# Шаде
„Шадѐ“ (на английски: Sade; [ʃɑːˈdeɪ], Шаде́й) е музикална група от Лондон, Англия.
Постига значителни успехи през 1980-те и 1990-те години и в началото на 21 век. Музиката, която създават, включва елементи на соул, джаз, ритъм енд блус, куайът сторм, софт рок, фънк, изи лисънинг и адълт кънтемпъръри.
Групата е сформирана през 1983 г. и носи името на вокалистката си Шаде (от нигерийски произход). Тя е единствената жена в състава и е единственият член, чийто образ се появява на обложките на албумите им. Дебютният албум Diamond Life влиза в „Топ 10“ на Великобритания през 1984 г. и става платинен.
През 1986 г. групата печели награда „Грами“ за дебют. „Шаде“ застава под № 50 в списъка на VH1 за 100-те най-велики артисти на всички времена.

## История

### Ранни години
Групата „Шаде“ се образува в Лондон през 1982 година от членове на групата „Прайд“, изпълняваща латино соул. Певицата Шаде Аду, саксофонистът Стюарт Матюман, басистът Пол Денман и барабанистът Пол Антъни Кук се отделят от „Прайд“ и започват да работят върху собствен материал. Те наричат групата на водещата си вокалистка Шаде и изнасят първия си концерт през декември като поддържаща група на „Прайд“ в известния лондонски клуб „Рони Скотс“. През май 1983 година свирят за пръв път в Съединените щати в клуба „Данстерия“ в Ню Йорк. В средата на 1983 година към групата се присъединява клавиристът Андрю Хейл.
Междувременно „Шаде“ започва да привлича повече внимание от медиите и звукозаписните компании, отколкото „Прайд“, и напълно се отделя от тях. На 18 октомври 1983 година Шаде Аду подписва самостоятелен договор със звукозаписната компания „Си Би Ес Рекърдс“. Това предизвиква недоволството на Пол Антъни Кук, който през януари 1984 година е отстранен от групата. През 1995 година той ще съди „Шаде“ и нейните издатели за нарушения на авторските му права.

### Възстановяване след 2000 г.
Шестият студиен албум Soldier of Love на Шаде излиза на световния пазар на 8 февруари 2010 г. След пускането на песента (на 8 декември 2009 г.) тя дебютира под № 11 в класацията на Urban Hot AC, което я прави най-висок дебют на десетилетието и третата за всички времена в класацията на Urban Hot AC. След разпространението на 502 000 копия, албумът оглавява класацията Billboard 200 още по време на своята дебютна седмица. Групата пуска втория сингъл Babyfather от албума през април 2010 г., с видео към него през май.
През септември 2010 г. групата обявява първите дати за световното си турне, което да стартира през април 2011 г. „Шаде“ получава четвърта награда „Грами“ (за най-добро R&B изпълнение на дует или група с вокали) за Soldier of Love (2011). На 8 юли 2011 г. е премиерата на новия музикален клип Love is Found.
„Шаде“ гостува за първи път в България на 29 октомври 2011 г. с концерт в зала „Арена Армеец София“.

## Състав
- Шаде Аду – вокал
- Стюарт Матюман – саксофон и китара
- Пол Спенсър Денман – баскитара
- Андрю Хейл – клавирни
- Пол Антъни Кук – барабани (1983 – 1984)

## Дискография
- Diamond Life (1984)
- Promise (1985)
- Stronger Than Pride (1988)
- Love Deluxe (1992)
- Lovers Rock (2000)
- Soldier of Love (2010)

## Видеография
- Life Promise Pride Love (1993)
- Live Concert Home Video (1994)
- Lovers Live (2002)
- The Ultimate Collection DVD Videos (2011)

### Видео клипове
| Diamond Life (1985) - Your Love is King – 3:37 (Режисьор Jack Semmens) - Smooth Operator – 4:17 (Режисьор Julian Temple) - Hang on to Your Love – 3:58 (Режисьор Brian Ward) Promise (1986) - Never as Good as the First Time – 3:54 (Режисьор Brian Ward) - Sweetest Taboo – 5:02 (Режисьор Brian Ward) - Is it a Crime – 7:02 (Режисьор Brian Ward) Stronger Than Pride (1988) - Paradise – 3:37 (Режисьор Alex McDowell) - Nothing Can Come Between Us – 3:51 (Режисьор Sophie Muller) - Turn My Back on You – 4:08 (Режисьор Sophie Muller) - Love is Stronger Than Pride (Режисьор Sophie Muller) | Love Deluxe (1992) - No Ordinary Love – 4:01 (Режисьор Sophie Muller) - Cherish The Day – 4:23 (Режисьор Albert Watson) - Kiss of Life – 4:11 (Режисьор Albert Watson) - Feel No Pain – 3:47 (Режисьор Albert Watson) Lovers Rock (2000) - By Your Side – 4:25 (Режисьор Sophie Muller) - King Of Sorrow – 4:40 (Режисьор Sophie Muller) Voices for Darfur (2005) - Mum – 2:42 Soldier of Love (2010) - Soldier of Love – 4:59 (Режисьор Sophie Muller) - Babyfather – 4:10 (Режисьор Sophie Muller) |